# 고천락
고천락(중국어 정체자: 古天樂 구톈러[*], 광둥어: gu2 tin1 lok6 구틴록, 영어: Louis Koo 루이스 구[*], 1970년 10월 21일 ~ )은 홍콩의 영화배우이자 텔레비전 연기자, 가수이다. 홍콩에서 출생하였고 지난날 한때 중화인민공화국 광둥성 중산에서 잠시 유아기를 보낸 적이 있다. 그는 광고 모델 활동 이후 텔레비전 드라마에서 우선 배우 데뷔를 먼저 했는데, 신조협려에서 데뷔를 하였고, 영화 데뷔는 1994년 마지막 덩크슛으로 데뷔했다.

## 생애
1988년 광고 모델로 첫 데뷔하였고 1995년 <신조협려>라는 드라마로 텔레비전 연기자로 데뷔하였으며 1994년 영화 <마지막 덩크슛>으로 영화배우 데뷔, 2000년에는 가수 데뷔하였다.

## 출연작품

### 드라마
틀:풀가:정리 필요 문단
（홍콩TVB）
ㅡ1994년ㅡ
•혼인물어 婚姻物語
•찬찬유송가 餐餐有宋家
•아Sir조천 阿Sir早晨
ㅡ1995년ㅡ
•신조협려 神鵰俠侶
ㅡ1996년ㅡ
•천지남아天地男兒
ㅡ1997년ㅡ
•원월만도圓月彎刀
•대자객지연화살수 大刺客之煙花殺手
•염정추집령 廉政追緝令
•미미천왕美味天王
ㅡ1998년ㅡ
•건륭대제 乾隆大帝
•열화웅심烈火雄心
ㅡ1999년ㅡ
•총물정연 寵物情緣
•형사정집당안4 刑事偵緝檔案IV
ㅡ2000년ㅡ
•창세기2천지유정 創世紀II天地有情
ㅡ2001년ㅡ
•심진기尋秦記

### 영화
• 마지막 덩크슛-영화 데뷔작
• 음양로
• 폴리스맨2
• 용호쟁투
• 왕각적천궁2 - 남소의
• 완화
• 촉산전
• BB 프로젝트 - 난봉 역
• 용호문
• 흑사회 2
• 도화선 - 화생 (윌슨) 역
• 마약전쟁 - 채첨명 역
• 살파랑2: 운명의 시간
• 봉신연의: 영웅의 귀환
• 삼인행: 생존게임(Three)
• 사도행자:특별수사대
• 파라독스 - 리청지 역
• 묘성인
• 독계
• 상재니좌우
• 쿵푸몬스터: 무림괴수전
• 추룡 2: 패왕 - 스카이 호 역
• 가화만사경
• 피스톤: 프리즌 미션
• 아 추
• 구룡성채: 무법지대 - 사이클론 역
| 연도 | 제목                     | 원제                 | 배역    | 비고 |
| ---- | ------------------------ | -------------------- | ------- | ---- |
| 2019 | 가화만사경               | 家和萬事驚           |         |      |
| 2019 | 반탐풍폭4                | P風暴                |         |      |
| 2019 | 추룡 2: 적왕             | 追龍II：賊王         |         |      |
| 2019 | 화이트 스톰 2: 천지대결  | 掃毒2天地對決        |         |      |
| 2019 | 사도행자 2: 스파이 전쟁  | 使徒行者2：諜影行動  |         |      |
| 2019 | 범죄현장                 | 犯罪現場             |         |      |
| 2021 | 총시유애재격리           | 總是有愛在隔離       |         |      |
| 2021 | 진삼국무쌍               | 真·三國無雙          | 여포 역 |      |
| 2021 | 金錢帝國：追虎擒龍       |                      |         |      |
| 2021 | 매염방                   | 梅艷芳               |         |      |
| 2021 | 반탐풍폭5                | G風暴                |         |      |
| 2022 | 의천도룡기 1부: 구양신공 | 倚天屠龍記之九陽神功 |         |      |
| 2022 | 명일전기                 | 明日戰記             |         |      |
| 2023 | 화이트 스톰 3            | 掃毒3人在天涯        | 오츠원  |      |
| 2023 | 暗殺風暴                 |                      |         |      |
|      | 심진기                   | 尋秦記               |         |      |